# Норматова, Феруза
Феруза Норматова (узб. Feruza Normatova, Феруза Норматова; 27 сентября 1989) — узбекская актриса. Получила известность в Узбекистане и Турции после съёмок в узбекско-турецком сериале «Я — Джалолиддин». Заслуженная артистка Узбекистана.

## Биография
Феруза Норматова родилась 27 сентября 1989 года в селе Бахт Сырдарьинской области. С 2005 по 2008 год Феруза училась в Ташкентском колледже культуры на отделении режиссуры народных праздников. С 2008 по 2012 год училась в Узбекском государственном институте искусств и культуры на факультете актёрского мастерства и кино.

## Карьера
Норматова впервые начала свою карьеру в 2008 году с музыкальных клипов и рекламных роликов. В 2008 году Норматова снялась в ряде музыкальных клипов и стала популярной в Узбекистане. Первая крупная роль Норматовой в кино была в фильме 2011 года «Свободная девушка», который принес ей большую известность. На этом Норматова не остановилась: в 2012 году она снялась в узбекском фильме «Шу Етмай Турувди», который также принес ей удачу. В 2013 году фильм «Разум и сердце» не принес ей
удачи. В этом году Норматова снялась в фильмах «Случайный» и «Моя дочь», которые принесли Норматовой большую известность. После небольшого перерыва хорошую известность Норматовой принес фильм «Ожиза» Норматовой 2015 года. С 2015 по 2019 год она снялась в нескольких фильмах и сериалах. Норматова сыграла одну из главных героин в турецко-узбекском сериале «Я Джалолиддин» 2020 года, который стал очень популярным не только в Узбекистане, но и в Турции.
Помимо ролей в художественных фильмах, Норматова также снялась в музыкальных клипах нескольких узбекских певцов, в первую очередь в «Йыглама кызалок» Райхон.
Феруза Норматова также выступала с «Миллионом», одной из самых популярных команд КВН в Узбекистане. Но затем Феруза уехала в Турцию, чтобы присоединиться к съемкам сериала «я Джалолиддин», и покинула коллектив.

## Фильмография
Ниже в хронологическом порядке-упорядоченный список фильмов в которых Феруза Норматова появилась.

### Фильм
| Год  | Русское название             | Оригинальное название   | Рол      |
| ---- | ---------------------------- | ----------------------- | -------- |
| 2011 | Вольная дочь                 | Xur qiz                 | Феруза   |
| 2011 | Чёрная змея                  | Qora ilon               |          |
| 2012 | Мы к вашим услугам           | Akajon xizmaringizdamiz | Нилуфар  |
| 2012 | Этого не достаточно          | Shu yetmay turuvdi      | Зарнигор |
| 2012 | Пожалуйста, посмотри на меня | Iltimos menga qarang    |          |
| 2012 | Мехригиё                     | Mehrigiyo               |          |
| 2013 | Разум и сердце               | Aql va yurak            | Феруза   |
| 2013 | Те, кто убежал со свадьбы    | To’yidan qochganlar     | Наргиза  |
| 2013 |                              | Стечение обстоятельств  | Малика   |
| 2013 | Это было потрясающе          | Bu ajoyib edi           | Санобар  |
| 2013 | Шаги                         | Qadamlar                |          |
| 2013 | Хасан ибн Хусан              | Hasan ibn Husan         | Шоира    |
| 2015 | 7 миров                      | 7 olam                  | Феруза   |
| 2015 | Моя дочь                     | Qizalog’im              | Нигора   |
| 2015 | На моем языке                | Tilimdamas dilimda      |          |
| 2015 | Фарход и Ширин               | Farxod va Shirin        | Азиза    |
| 2016 | Пациент № 9                  | 9- raqamli bemor        | Умида    |
| 2016 | Тош доктор                   | Tosh tabib              | Саёора   |
| 2017 |                              | Мать моя дочь           | Фарида   |
| 2020 | Игра дьявола                 | Iblis o’yini            |          |

## Телесериалы

### Телесериал
| Год  | Оригинальное название | Русское название | Рол    |
| ---- | --------------------- | ---------------- | ------ |
| 2018 | Fitna                 | Фитна            | Нозима |
| 2018 | O’gay ona             | Мачеха           |        |
| 2020 | Zaharli tomchilar     | Токсичные капли  | Феруза |
| 2020 | Paxmoq kelin          | Пушистая невеста |        |
| 2020 | Ojiza                 | Оджиза           |        |
| 2021 | Mendirman Jaloliddin  | Я — Джалолиддин  | Ширин  |

## Клипы

### Клип
| год  | Артист               | Название песни            |
| ---- | -------------------- | ------------------------- |
| 2009 | Бахром Назаров       | «Айрилдим»                |
| 2013 | Гурпа Манго          | «Лайли»                   |
| 2013 | Умар Шамсиев         | «Зинама Зина»             |
| 2015 | Гурпа Манго          | «Борига барака»           |
| 2015 | Гурпа Манго          | «Пистани кандок чакарлар» |
| 2016 | Улугбек Рахматуллаев | «Дона-Дона»               |
| 2018 | Гурпа Манго          | «Гули»                    |
| 2018 | Мавлуда Асалходжаева | «Йомгир»                  |
| 2018 | Зиёда                | «Тамара»                  |
| 2019 | Хамдам Собиров       | «Севгиси арзонми»         |
| 2019 | гурпа Наво           | «Маскарабоз»              |
| 2019 | Умидахон             | «Халигача»                |
| 2019 | Мустафо              | «Тун Кеча»                |
| 2019 | Фаррух Хамроив       | «Кечирармидинг»           |
| 2019 | Фаррух Хамроив       | «Козингни корасига»       |
| 2020 | Лола                 | «Она»                     |
| 2021 | Райхон               | «Йиглама кизалок»         |
| 2021 | Озода                | Есла мени                 |